# Ménaka (Kreis)

Kreis Ménaka

Ménaka ist der Name eines Kreises (franz. cercle de Ménaka) in der Region Ménaka in Mali.
Der Kreis teilte sich in fünf Gemeinden, die Einwohnerzahl betrug beim Zensus 2009 56.104 Einwohner.
Der heutige Kreis Ménaka ist der Nachfolger einer früheren Gemeinde gleichen Namens. Vor 2016 gab es einen anderen Kreis Ménaka, der der heutigen Region Ménaka entspricht. Er war in fünf Gemeinden unterteilt:  Ménaka (Hauptort), Alata, Andéramboukané, Inékar, Tidermène.